# Hero's
Le Hero's, était une organisation japonaise d'arts martiaux mixtes (MMA), branche du K-1, la plus grande organisation de kick-boxing mondial.